# 제일정보기술합영회사
제일정보기술합영회사 또는 노소텍(Nosotek)은 조선민주주의인민공화국 최초의 서양 투자 IT 합작회사다. 2008년 설립되었다.
조선민주주의인민공화국의 관광을 홍보하기 위하여 2012년 개발된 브라우저 기반 경주 게임인 《평양레이서》를 포함하여 아이폰, j2me, Wii 등 다양한 플랫폼용의 비디오 게임들을 개발하고 있다.
노소텍의 주 대상 시장은 유럽이지만 노소텍이 미국의 뉴스 코퍼레이션을 위해 게임을 개발하고 있다는 루머가 있었다.